# 1963 v loďstvech
Tento článek obsahuje významné události v oblasti loďstev v roce 1963.

## Události
10. dubna
- Americká jaderná ponorka USS Thresher stejnojmenné třídy se potopila východně od Cape Cod. Všech 129 členů posádky zahynulo.

## Lodě vstoupivší do služby
- 13. února –  HMS Gurkha (F122) – fregata Typu 81 Tribal
- 21. února –  HMS Eskimo (F119) – fregata Typu 81 Tribal
- 27. března –  HMS Leander (F109) – fregata Typu 12I Leander
- 17. dubna –  HMS Dreadnought (S101) – první britská ponorka s jaderným pohonem
- 15. července –  Foch (R99) – letadlová loď třídy Clemenceau
- 24. srpna –  USS Barb (SSN-596) – ponorka třídy Thresher
- 18. září –  HMS Dido (F104) – fregata Typu 12I Leander
- 1. listopadu –  HMS Penelope (F127) – fregata Typu 12I Leander
- 12. listopadu –  HMS Ajax (F114) – fregata Typu 12I Leander
- 16. listopadu –  Impavido (D 570) – torpédoborec třídy Impavido
- 29. listopadu –  HMS Mohawk (F125) – fregata Typu 81 Tribal